# Drehgestell Bauart Görlitz

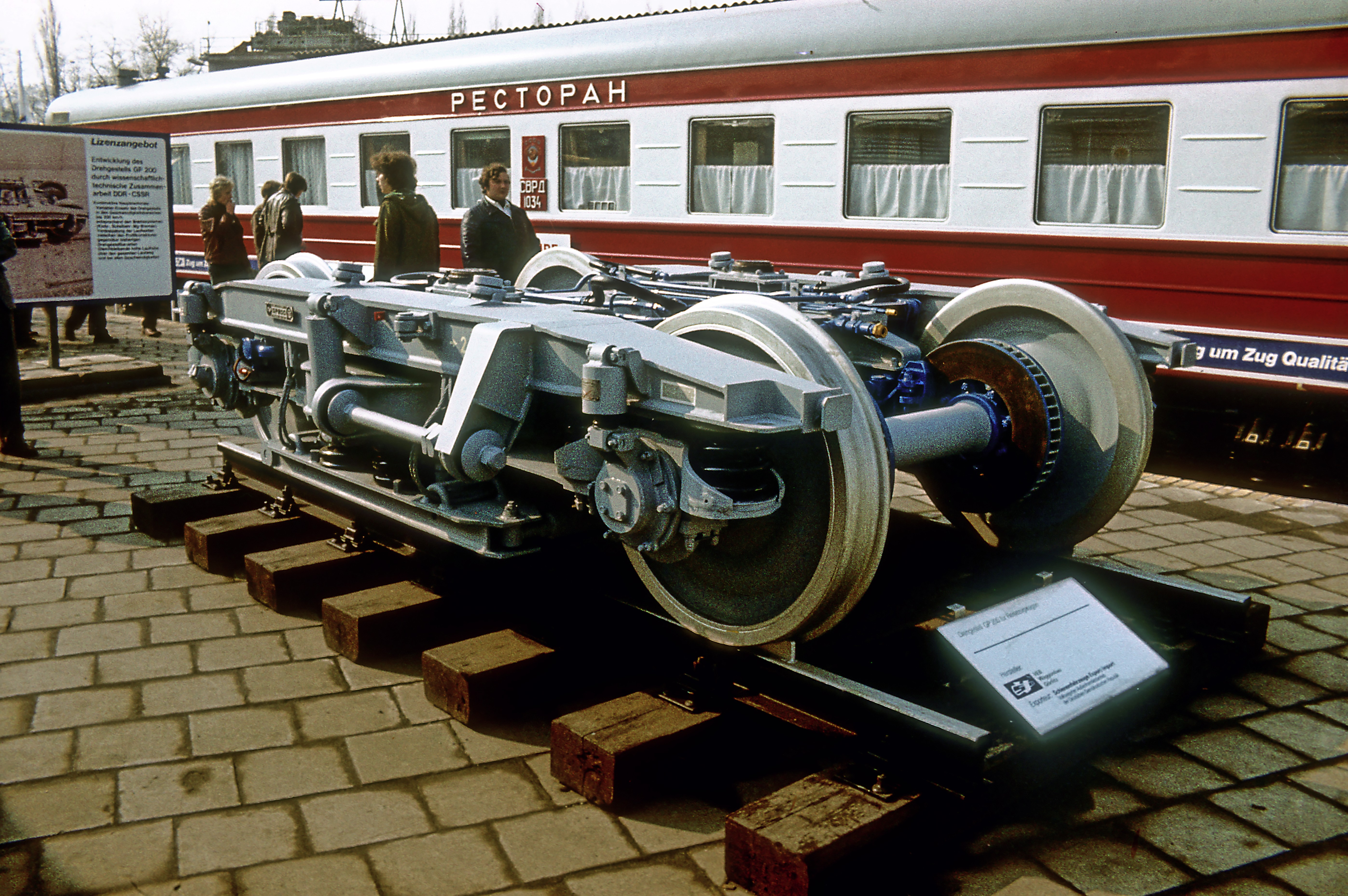
Drehgestell der Bauart GP200 auf der Leipziger Frühjahrsmesse 1982

Die Drehgestelle Bauart Görlitz sind im Waggonbau Görlitz (vormals WUMAG) seit 1923 entwickelte Drehgestelle für Reisezugwagen.
Technische Pionierarbeit wurde ab 1930 mit der Bauart Görlitz III mit drei- oder vierfacher Abfederung sowie ab 1950 mit der achshalterlosen Bauart Görlitz V mit Schraubenfedern geleistet. Die Bauart III war Standard bei Reisezugwagen der Deutschen Reichsbahn vor 1945, die Bauart V fand eine umfassende Verbreitung bei den Mitgliedsbahnen der Organisation für die Zusammenarbeit der Eisenbahnen (OSShD). In Zusammenarbeit mit VÚKV Prag wurde in den 1980er Jahren die Bauart GP200 für eine Geschwindigkeit von 200 km/h entwickelt.
Letzter Entwicklungsstand ist die Bauart Görlitz IX, die insbesondere bei Görlitzer Doppelstockwagen Verwendung findet.

## Geschichte

### Bauart Görlitz I
Die Drehgestelle der Bauart Görlitz I wurden von der damaligen Waggon- und Maschinenbau AG (WUMAG) in Görlitz für die anstehenden Beschaffungsprogramme der Reichsbahn 1923 neu entwickelt. Diese Drehgestelle verfügen über Wiegen, die auf in Längsrichtung angeordneten Blattfedern gelagert sind. Die Görlitz I-Drehgestelle hatten einen verhältnismäßig großen Drehgestellachsstand von 3600 mm und eine zweifache Federung.

### Bauart Görlitz II
Die Drehgestelle Görlitz II wurden drei Jahre später ursprünglich für die Wagen des FD Rheingold entwickelt, um den Reisenden besondere Laufruhe zu bieten. Sie wurden später auch für die Schnellzugwagen der Bauart Hapag-Lloyd und andere hochwertige Schnellzugwagen der Bauart 28 verwendet. Der Achsstand beträgt wie beim Vorgänger 3600 mm. Im Vergleich zum Görlitz-I-Drehgestell verfügt die Bauart Görlitz II über eine zusätzliche Federung. Anfangs wurden Torsionsfedern, später Schraubenfedern verwendet.

### Bauart Görlitz III

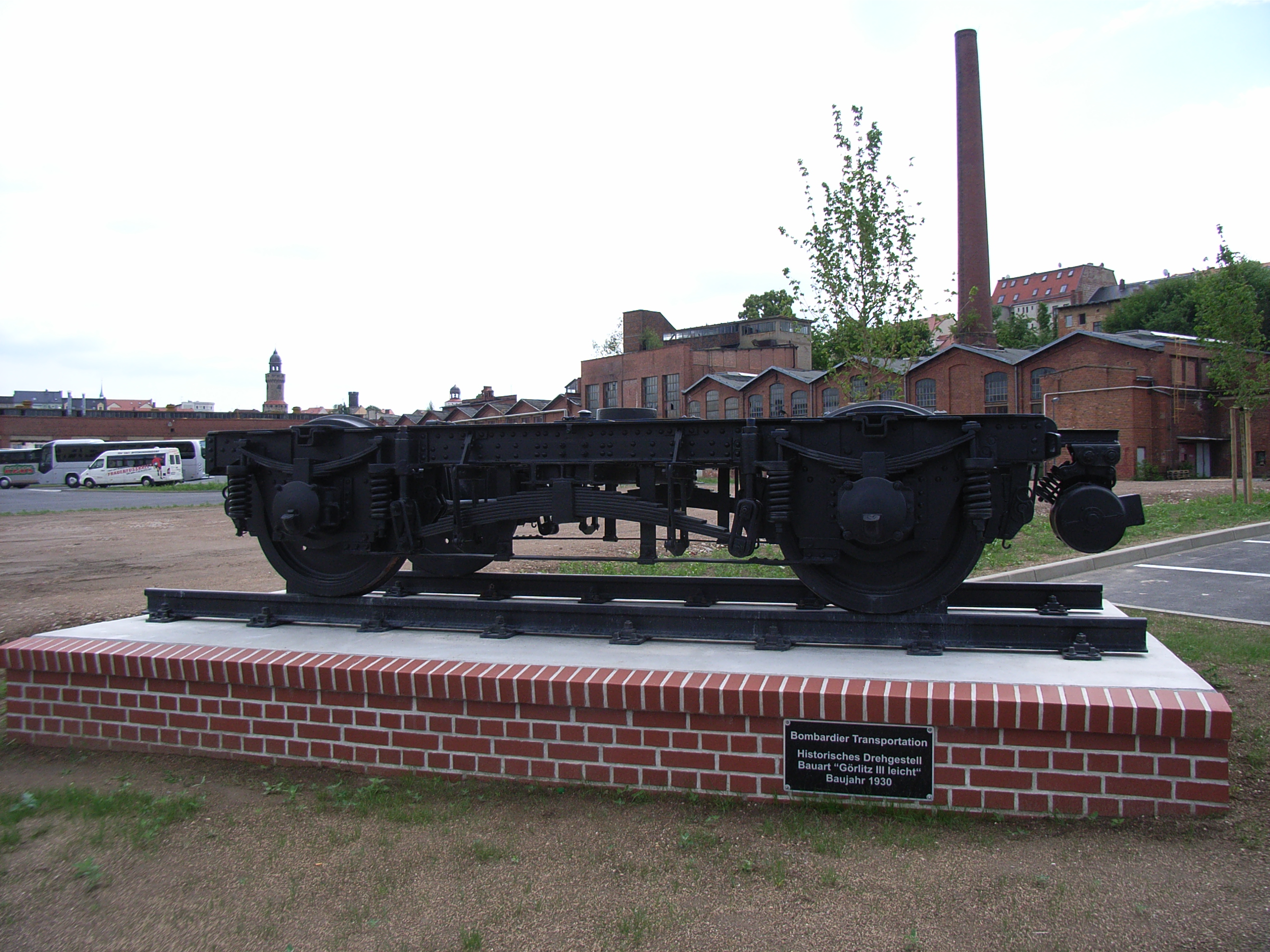
1930 gefertigtes Drehgestell der Bauart Görlitz III leicht als Denkmal auf dem ehemaligen Werksgelände der Waggonbau Görlitz, Werk I (heute: Parkplatz Innenstadt/Christoph-Lüders-Straße)

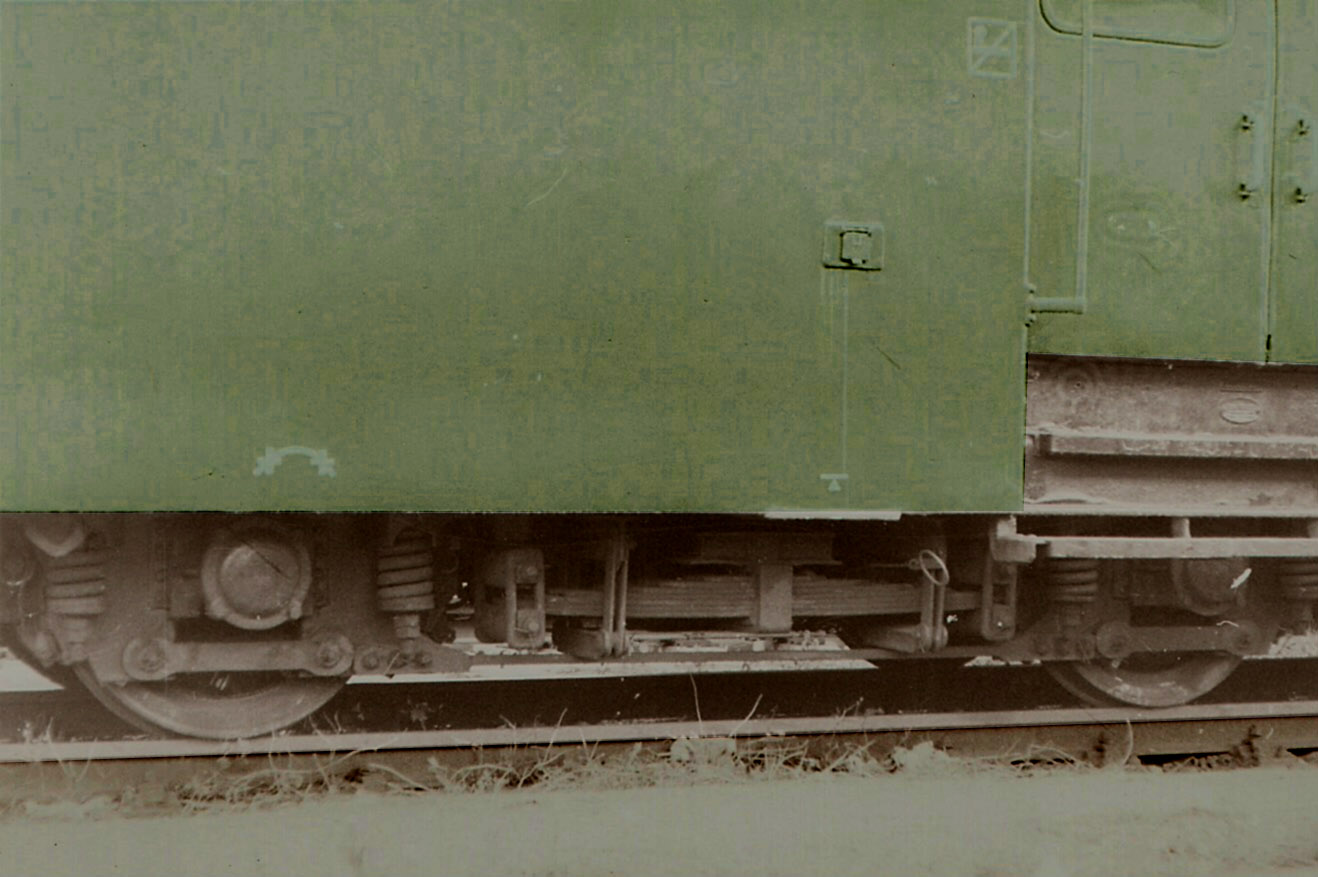
Von der Bauart Görlitz III leicht abgeleitetes Drehgestell eines in der DDR gefertigten Doppelstock-Endwagens für die ČSD

Ab 1929/30 stand die Bauart Görlitz III zur Verfügung, die in einer leichten und einer schweren Ausführung hergestellt wurde. Bei den Görlitz-III-Drehgestellen wurde auf Wiegependel verzichtet, da hier die längsgestellten Wiegenfedern in Schaken als Dämpfungselementen aufgehängt waren. Wiegependel sind aufwändige Bauteile, die zudem an relativ unzugänglichen Stellen im Drehgestell sitzen. Ihr Wegfall war im Hinblick auf den Wartungsaufwand ein bemerkenswerter Fortschritt. Die Bauart Görlitz III schwer besitzt wie die Vorgängerbauarten einen Drehgestellachsstand von 3600 mm. Bei der Bauart Görlitz III leicht wurde dieser auf 3000 mm reduziert; die Länge des Drehgestellrahmens reduzierte sich auf 4500 mm. Für ein besseres Ansprechverhalten der Federung erhielt ein Teil der Drehgestelle eine vierte Federungsstufe in Form von zusätzlichen Schraubenfedern an den Wiegenblattfedern.
Die Görlitz-III-Drehgestelle erfuhren bald eine große Verbreitung und wurden in vielen unterschiedlichen Ausführungen hergestellt. Beim Drehgestell Görlitz III leicht sind über 20 Varianten bekannt. 1932 wurden Rheingold-Wagen mit Görlitz-III-Drehgestellen ausgerüstet, es folgten Schnellzugwagen der Bauart 35, Schürzenwagen, Speisewagen und Bahnpostwagen der Deutschen Reichspost. Auch die Salonwagen des Führerzuges von Adolf Hitler rollten auf Görlitz-III-Drehgestellen.
Letztmals erfolgte der Einbau von Drehgestellen des Typs Görlitz III leicht mit vierter Federung in den Jahren 1954 und 1955 in die Mitteleinstiegwagen der Bauart E5, spätere Gattung Bghe. Des Weiteren wurden die Enddrehgestelle der zwei- und vierteiligen Doppelstockeinheiten von der Bauart Görlitz III leicht abgeleitet.

### Bauart Görlitz IV
Die Drehgestelle der Bauart Görlitz IV wurden ab 1932 speziell für Verbrennungstriebwagen entwickelt. Der Achsstand entspricht mit 3000 mm der Bauart Görlitz III leicht; der Raddurchmesser wurde jedoch von 1000 auf 900 mm verringert.

### Bauart Görlitz V

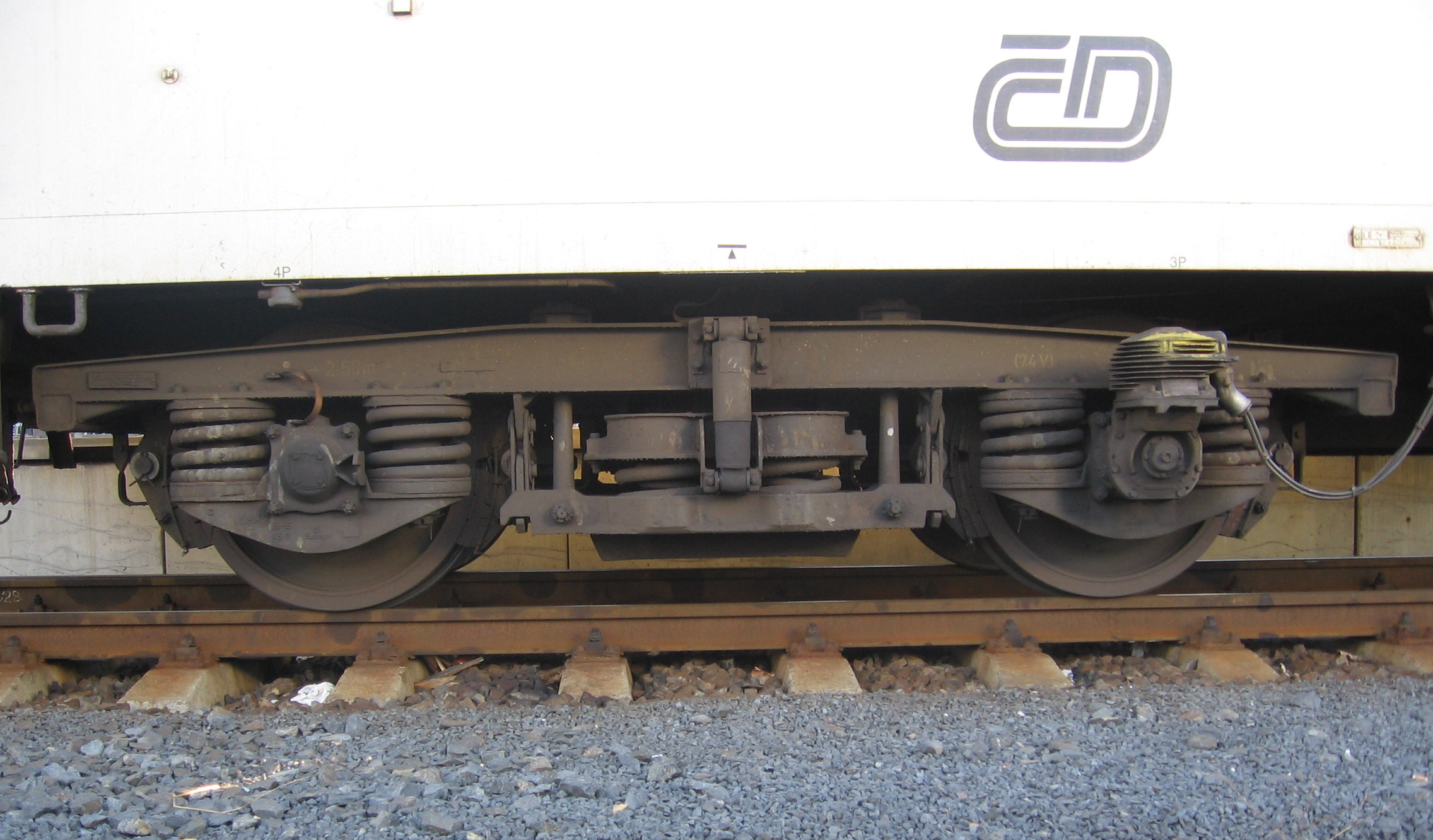
Drehgestell der Bauart Görlitz Va unter einem Reisezugwagen der ČD

Das ursprünglich achshalterlose Drehgestell Görlitz V wurde ab 1950 entwickelt. Es erhielt als erstes Drehgestell der Bauart Görlitz einen Achsstand von 2500 mm, der bei den meisten darauffolgenden Bauarten Görlitzer Drehgestelle beibehalten wurde. Im Gegensatz zu früheren Drehgestellen wurden sowohl Primär- als auch Sekundärfederung mit Schraubenfedern realisiert. Drehgestelle der Bauart Görlitz V wurden in den darauffolgenden Jahren standardmäßig unter vielen Wagen der Deutschen Reichsbahn angebracht, insbesondere unter die Wagen des OSShD-Typs B und den sehr ähnlichen des UIC-Typs Y. Nachdem die von den Spenderfahrzeugen übernommenen Schwanenhalsdrehgestelle (amerikanische Bauart), Drehgestelle der preußischen Regelbauart und der Görlitzer Vorkriegsbauarten aufgebraucht waren, rüstete man auch die Modernisierungswagen und vierachsigen Rekowagen mit Drehgestellen der Bauart Görlitz V aus. Aufgrund vieler Exporte sind diese Drehgestelle noch heute weit verbreitet. Man lieferte sie auch mit abweichenden Spurweiten, beispielsweise in Kapspur für Indonesien und Meterspur für Griechenland. Bei beiden Bauarten sind die Langträger zwischen den Radsätzen nach unten gekröpft. Auch Breitspur-Ausführungen wurden gebaut.
Die Doppelstockgliederzüge von 1957 liefen auf verstärkten Drehgestellen Görlitz V-Do. Bei diesen (und allen folgenden für Doppelstockwagen) war die mechanische Bremseinrichtung aus Platzgründen einschließlich der Bremszylinder vollständig im Drehgestell eingebaut.
Die für den Wechselverkehr zwischen Mitteleuropa und der UdSSR vorgesehenen, seit 1974 gelieferten RIC-Schlafwagen laufen im Regelspurnetz auf modifizierten Görlitz-V-Drehgestellen. Viele Teile, beispielsweise die Achslager, entsprechen der sowjetischen Standardbauart KWS-ZNII.
Letztmals serienmäßig eingebaut wurde die Bauart Görlitz V in die Halberstädter Bmh(e) und in die klotzgebremsten Schnellzugwagen des gleichen Herstellers. Bei diesen gelangte man jedoch an die Grenzen der Vertretbarkeit der Klotzbremse. Die Belastung quittierten diese Fahrzeuge mit zunehmenden Radscheibenbrüchen, weshalb man die Lieferungen ab 1986 auf GP200-Drehgestelle mit Scheibenbremsen umstellte.
Der Raddurchmesser betrug zu Anfang im Neuzustand 950 mm, abgebremst wurden die Radsätze durch eine beidseitig wirkende Klotzbremse mit Doppelbremssohlen. In den 1980er Jahren änderte man diesen Wert analog zur Nachfolgebauart Görlitz VI auf einen Laufkreisdurchmesser von 920 mm im Neuzustand und auf einteilige Bremssohlen. Die achshalterlose Bauart bewährte sich schließlich doch nicht im erhofften Maß, deshalb rüstete man im Inneren der Achslagerfedern Radsatzführungen und in den 1990er Jahren GfK-Achslenker ebenfalls nach dem Vorbild der Bauart Görlitz VI nach. Lauftechnisch ist die Bauart Görlitz V für eine Geschwindigkeit von 160 km/h ausgelegt, mit Klotzbremsen bremstechnisch nur für 140 km/h. Scheibenbremsen waren technisch möglich, serienmäßig wurden sie erst in den 1990er Jahren insbesondere bei Modernisierungen durch die ČSD und ihre Nachfolger eingebaut. Die ab 1987 ebenfalls in Görlitz gebauten Oberleitungsrevisionstriebwagen der Baureihe 188.3 wurden mit modifizierten Drehgestellen der Bauart Görlitz Va ausgerüstet. Neben einem Achsgetriebe sind sie mit Scheibenbremsen ausgerüstet, die Wiegenfederung wurde mit Flexicoilfedern ausgerüstet, wodurch die Gleitstücke entfallen konnten.

### Bauart Görlitz VI

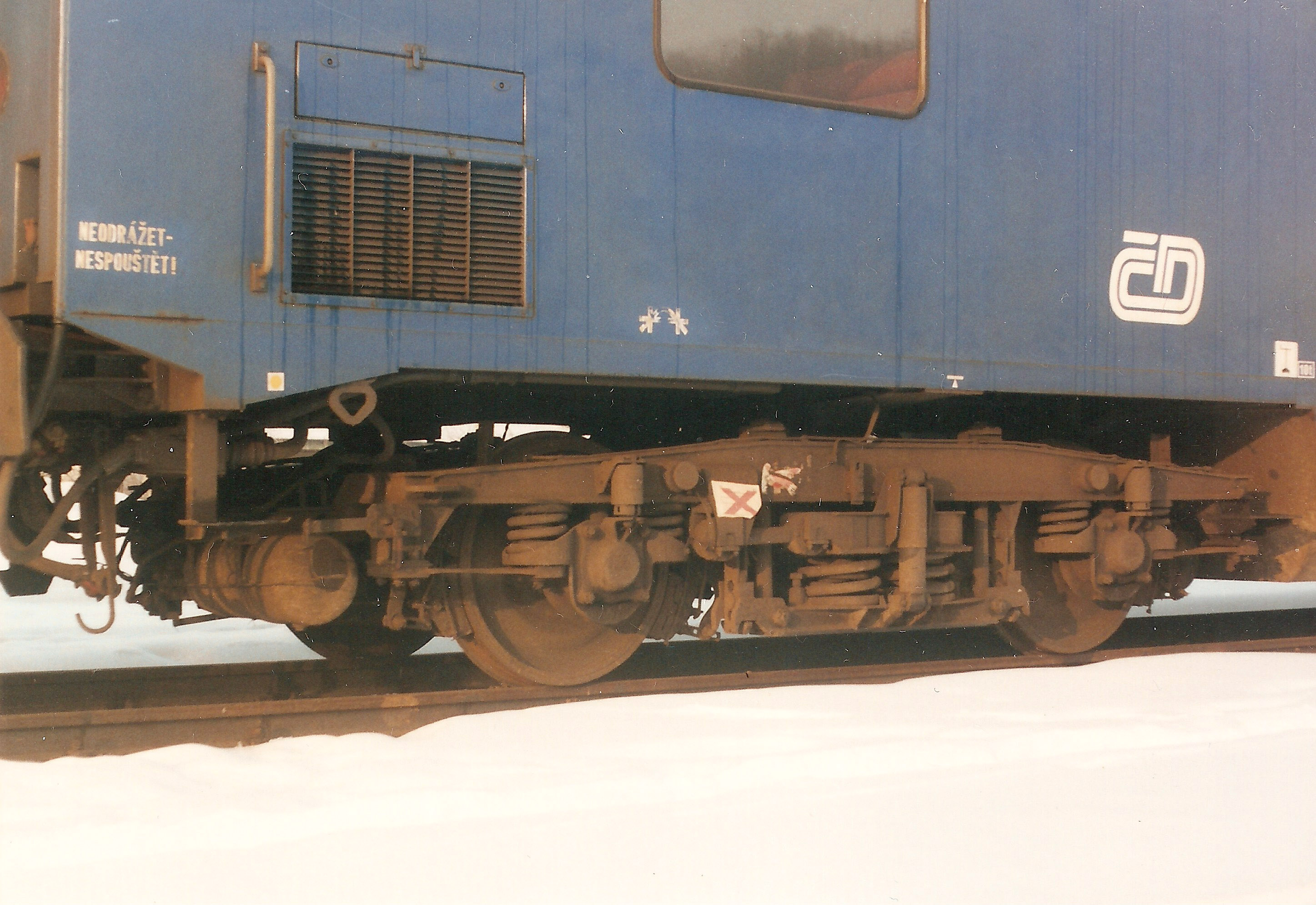
Bauart Görlitz VI Do-K unter einem Doppelstockwagen der ČD

Ab Mitte der 1960er Jahre entwickelte der Waggonbau Görlitz gemeinsam mit der Entwicklungsabteilung der DR das Drehgestell Görlitz VI. Bei diesen betrug der Laufkreisdurchmesser von vornherein 920 mm, die Radsätze wurden durch gelenk- und damit verschleißfreie Achslenker aus glasfaserverstärktem Polyester spielfrei geführt. Der Wagenkasten stützt sich auf den Drehgestellrahmen über Gleitstücke aus Polytetrafluorethylen ab, die Wiege ist an 600 mm langen Pendeln aufgehängt. Die Bauart wurde für Geschwindigkeiten bis 180 km/h ausgelegt, die damit ausgerüsteten Wagen waren jedoch nur bis 160 km/h zugelassen.
Mit Görlitz-VI-Drehgestellen ausgerüstet wurden teilweise die Wagen des Typs Y/B 70, die Doppelstockgliederzüge der Bauart 1970 und sämtliche Doppelstockeinzelwagen bis zu den 1992 gebauten Steuerwagen der Gattung DABgbuzf, die später die DB-Bauartnummer 760 erhielten. Bis 1985 beschaffte die DR ausschließlich Drehgestelle mit Klotzbremsen, ab 1986 wurden die Doppelstockeinzelwagen mit Scheibenbremsen geliefert. Der Einbau von Magnetschienenbremsen ist möglich, der benötigte Einbauraum wurde freigehalten. Wie bei der Bauart Görlitz V sind bei den Doppelstockversionen Görlitz VI Do-K und Do-S sämtliche Teile der Bremsausrüstung im Drehgestell eingebaut, außerdem sind sie für Achslasten bis 18 Tonnen ausgelegt.

### Bauart GP200

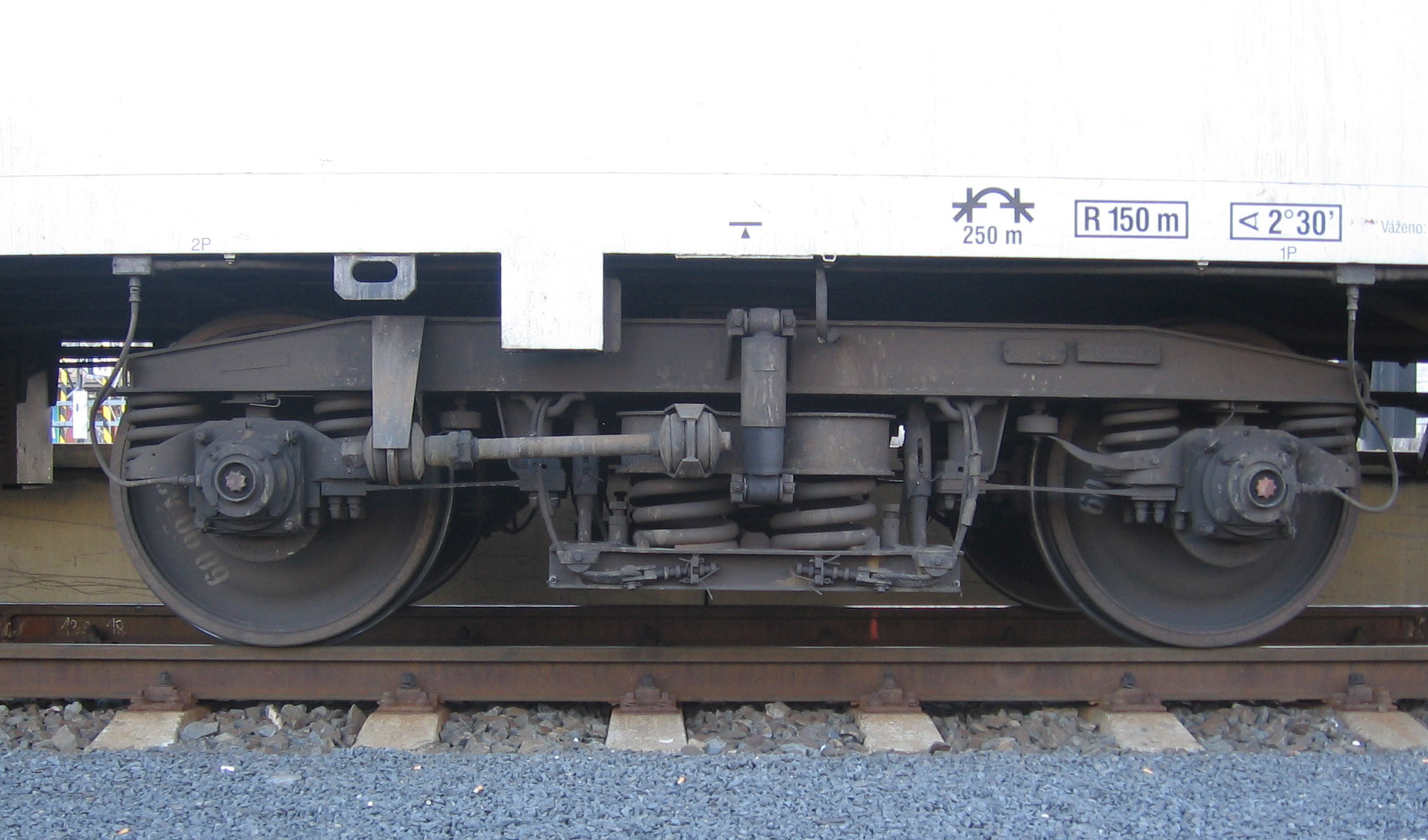
Drehgestell Bauart GP200

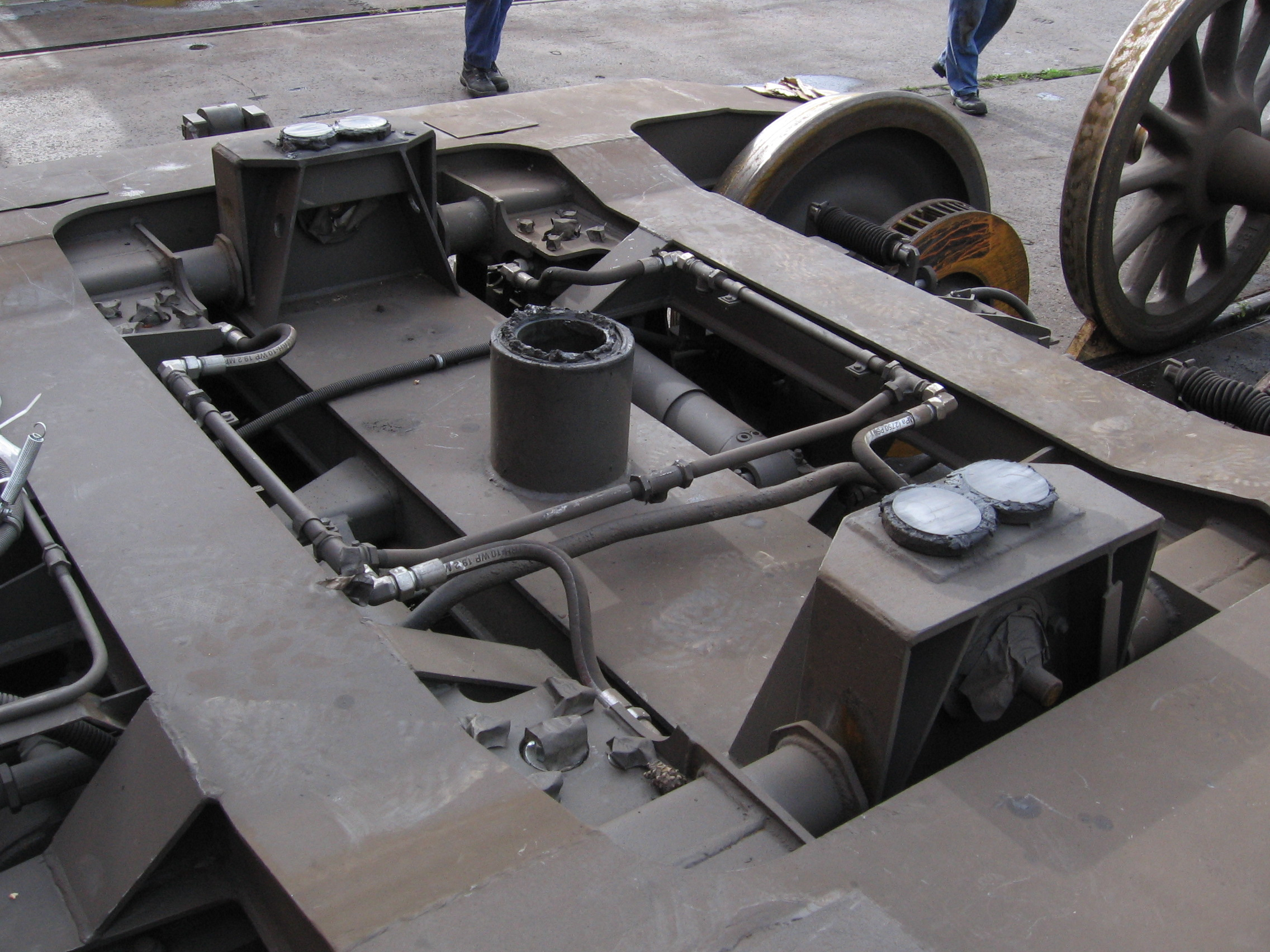
Drehzapfen des GP200-Drehgestells

1982 wurde das in Gemeinschaft mit VÚKV Prag die Bauart GP200 entwickelt. Die Bezeichnung GP steht für Görlitz-Prag, die Zahl 200 für die vorgesehenen Fahrgeschwindigkeiten bis 200 km/h. Wahlweise ist die Ausrüstung mit Klotz- oder Scheibenbremse und zusätzlich mit Magnetschienenbremse möglich, wobei unter deutschen Fahrzeugen keine Klotzbremsen eingesetzt werden. Der Achsstand stieg auf 2600 mm, die Achslenker sind auf der Innenseite angebracht und die Achslagergehäuse teilbar. Dadurch wurde es möglich, die Radsätze zu tauschen, ohne die parallele Stellung der Achsen nachregulieren zu müssen. Seit 1986 wurden die Z2-Schnellzugwagen aus Halberstadt und auch die in Bautzen gebauten Wagen mit dieser Drehgestellbauart ausgeliefert. Für den Einbau der Magnetschienenbremse ist auch diese Bauart vorbereitet, bei Fahrzeugen, die für 200 km/h zugelassen sind, ist sie eingebaut. Durch Exporte sind Drehgestelle diese Bauart inzwischen weit verbreitet. Für die in Gemeinschaftsproduktion von LEW, Wagonbau Bautzen und AEG 1989 für Griechenland gelieferten Intercity-Triebzüge der Reihe 520 musste man die Drehgestelle der Triebwagen zu Triebdrehgestellen  erweitern. In den 1990er Jahren wurden auch Schlaf- und Halberstädter Mitteleinstiegwagen auf GP200-Drehgestelle umgerüstet, wegen der besseren Laufruhe insbesondere solche mit Erste-Klasse-Anteil. Dazu gehörten auch die Modus-Wagen. Als Halberstädter Schnellzugwagen ab 1995 zu Interregio-Steuerwagen der Gattung Bimdzf269 umgebaut wurden, erhielten die vorauslaufenden Drehgestelle zusätzlich Bahnräumer, Sandstreueinrichtungen, Spurkranzschmierung und Fahrzeugmagnete für die Indusi. Die in Kooperation von LEW und MAN um 1990 gebauten IC-Triebzüge für die OSE, die später die Baureihenbezeichnung 520 erhielten, laufen ebenfalls auf Drehgestellen der Bauart GP200. Die für die Triebwagen mussten dafür für den Einbau der Fahrmotoren angepasst werden. Für die noch von den SŽD bestellten RIC-Schlafwagen der Gattungen WLABmee und WLSRmee, die vom Waggonbau Görlitz erst an die Nachfolgeunternehmen geliefert wurden, ergänzte der Hersteller die Drehgestelle um automatische Kupplungen der Firma Stäubli zwischen Wagenkasten und Drehgestell, die das Umspuren erleichtern und beschleunigen.

### Bauart Görlitz VII
Ein Drehgestell der Bauart Görlitz VII wurde nie gebaut. Ende der 1980er Jahre existierten Pläne für ein als Görlitz VII bezeichnetes, auf der Bauart GP200 basierendes Drehgestell, welches für Doppelstockwagen eingesetzt werden sollte. Nach der Wiedervereinigung waren jedoch Drehgestelle mit Luftfederung verfügbar, insbesondere von der Schweizerischen Industrie-Gesellschaft, die Anfang der 1990er-Jahre schon über 1200 Drehgestelle mit Luftfederung hergestellt hatte. Das Görlitz-VII-Drehgestell wäre ausschließlich mit Schraubenfedern ausgestattet, mit denen eine lastunabhängige Höhenregulierung nicht möglich ist.

### Bauart GDS300
Unter der Bezeichnung GDS300 (für Görlitz-Dresden-Salzgitter) wurde ein Laufdrehgestell bezeichnet, welches für die Mittelwagen des ICE 2 verwendet werden sollte. Anfang der 1990er Jahre wurden zwei Prototypen gebaut und im Fahrgastbetrieb an einem Mittelwagen des ICE 1 erprobt. Den Zuschlag für den ICE 2-Auftrag erhielt jedoch Simmering-Graz-Pauker mit dem Drehgestell SGP 400; das Projekt GDS300 wurde nicht weiter verfolgt.

### Bauart Görlitz VIII

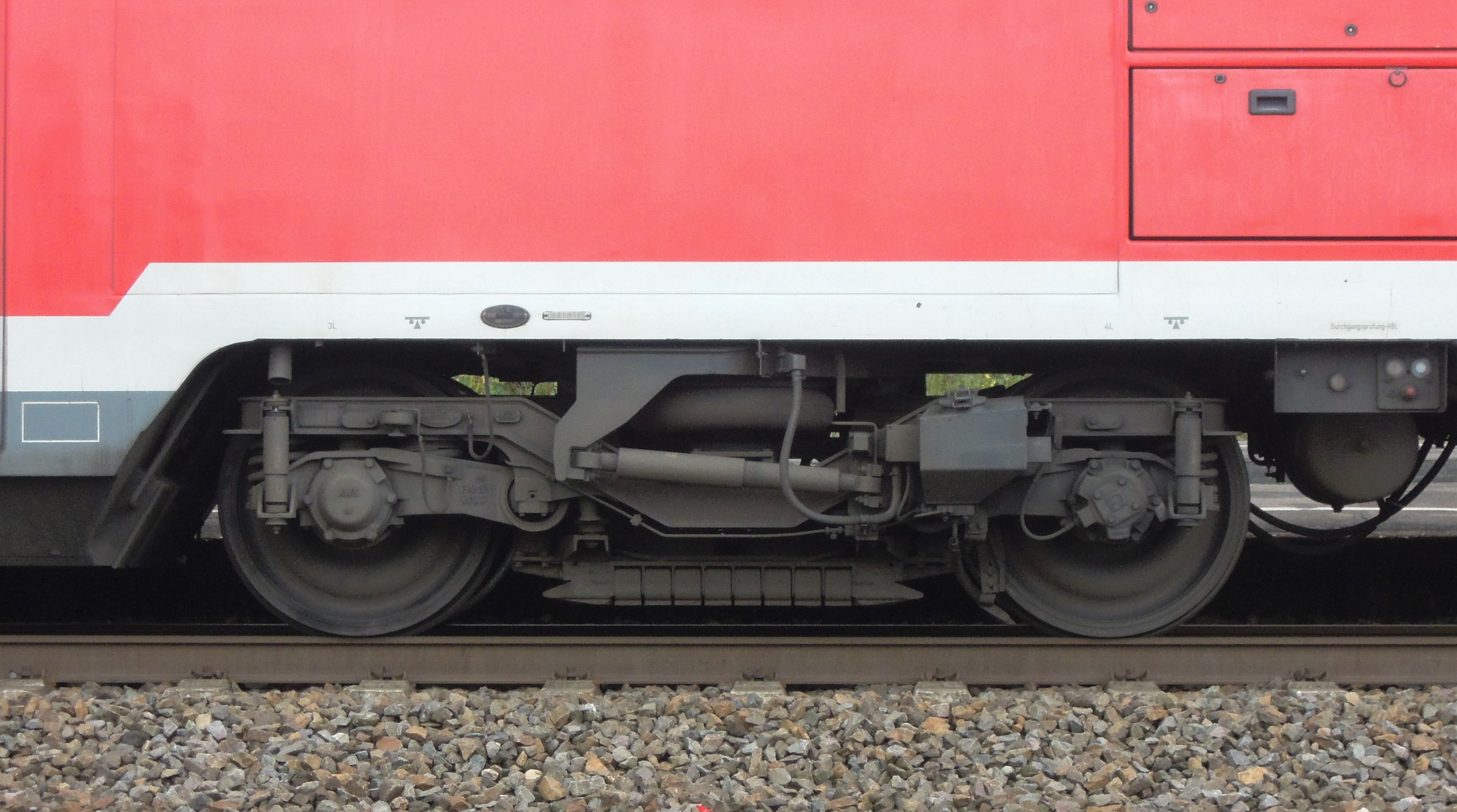
Drehgestell der Bauart Görlitz VIII für 160 km/h mit Magnetschienenbremse

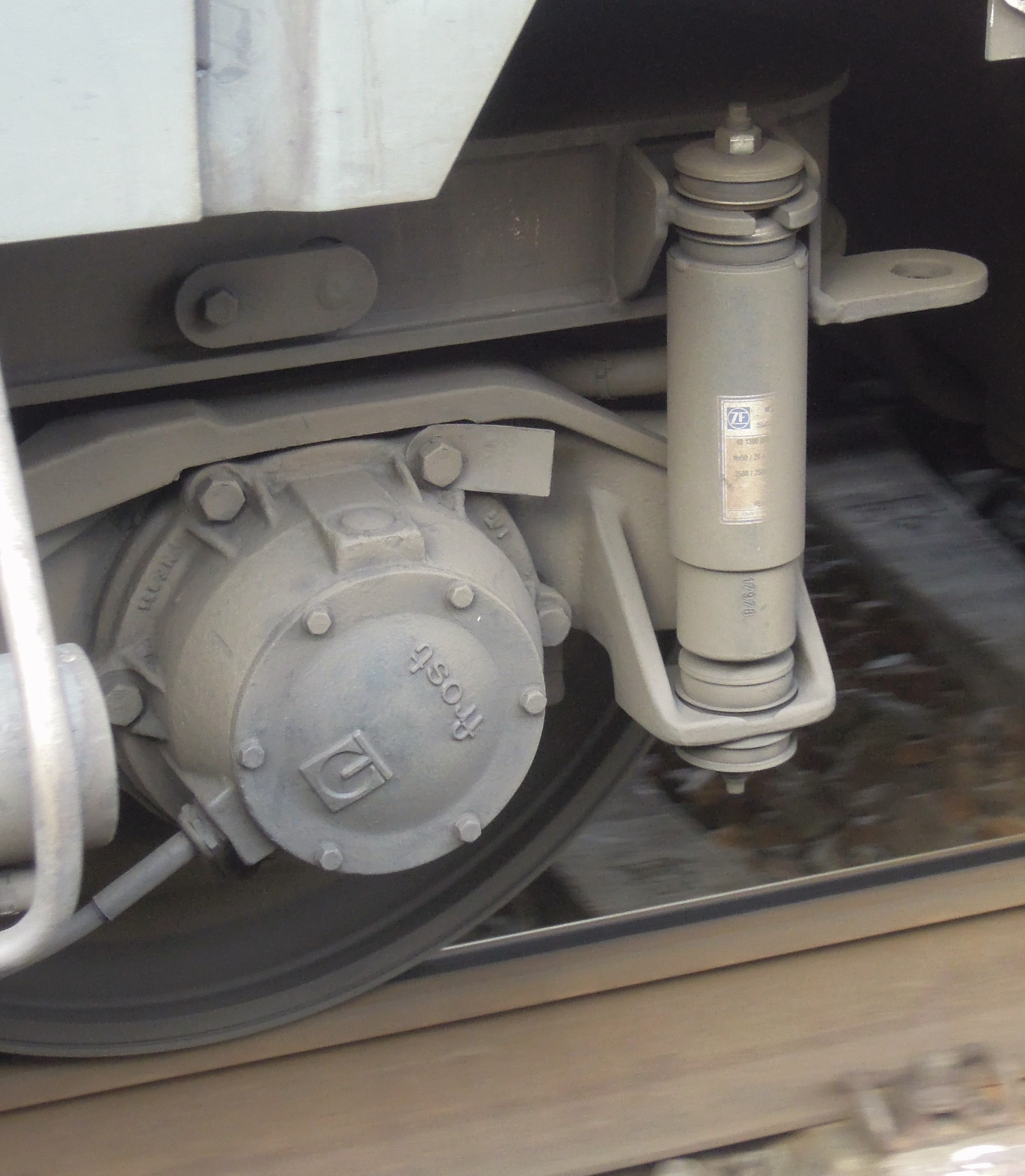
Radsatzlager und hydraulischer ZF-Dämpfer der Primärfederung

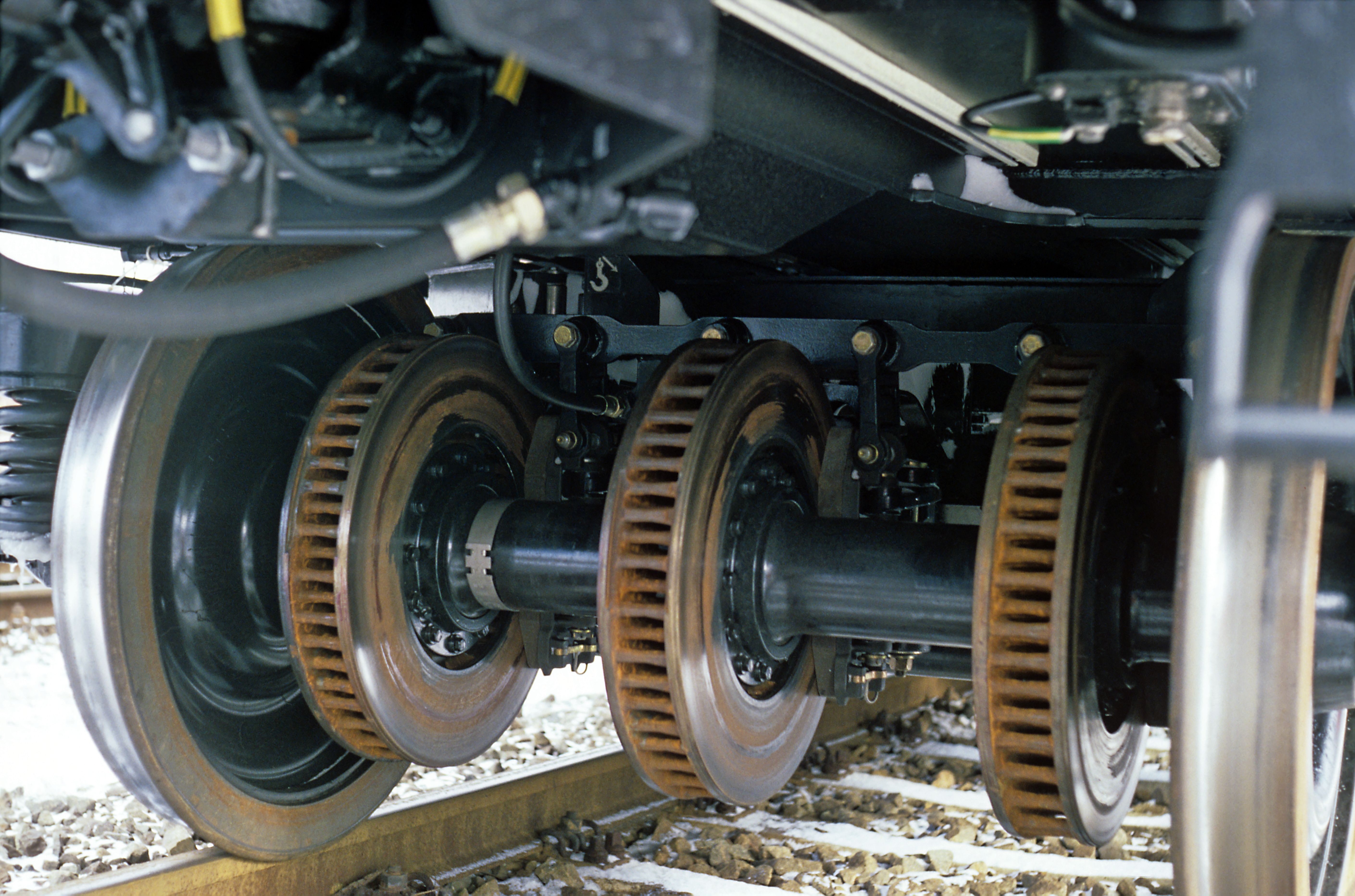
Scheibenbremsen auf der Radsatzwelle beim Görlitz VIII-Drehgestell für die Baureihe 445

Nach der Wiedervereinigung wurde Waggonbau Görlitz gemeinsam mit anderen ostdeutschen Waggonfabriken in die Deutsche Waggonbau AG (DWA) eingegliedert. Die DWA erhielt von der Deutschen Bahn im Mai 1994 einen Auftrag über 250 Doppelstockwagen für eine Geschwindigkeit von 140 km/h. Die Drehgestelle für diese Wagen wurden in Görlitz konstruiert und erhielten die Bezeichnung Görlitz VIII. Dieses Drehgestell hat einen Achsstand von 2500 mm und hat bei einer Traglast von 29 t eine Eigenmasse von 6,75 t. Die Primärfederung erfolgt wie zuvor durch Schraubenfedern, die Schwingungsdämpfung erfolgt hydraulisch. Als Sekundärfederung wurde eine zeitgemäße Luftfederung mit Höhenregulierung eingebaut, als Notfeder bei Ausfall der Luftfederung fungiert eine Gummifeder. Ein Drehgestell der Bauart Görlitz VIII besitzt zwei auf dem dafür nach unten gekröpften Langträger angebrachte Luftfedern, die an ihrem oberen Ende über einen Federträger mit dem Drehzapfen verbunden sind. Die Luftfedern ermöglichen Querbewegungen von bis zu 50 mm. Der Drehgestellrahmen ist aus geschweißten Profilen des Stahls St 52-3 zusammengesetzt. Es gibt eine mechanische Wankstabilisierung. Jede Radsatzwelle des Drehgestells verfügt über drei Bremsscheiben, teilweise gibt es eine zusätzliche Magnetschienenbremse. Die Radsätze werden durch Achslenker geführt, die als Schwingarm ausgeführt sind.
Ein Prototyp des Drehgestells wurde auf dem Rollenprüfstand München-Freimann Geschwindigkeiten von 250 km/h unterzogen, diese Geschwindigkeit wurde auch bei Fahrversuchen auf der Schnellfahrstrecke Hannover–Würzburg erreicht. Die Serienfertigung wurde zunächst bei der DWA in Vetschau-Spreewald durchgeführt. 1998 wurde die DWA von Bombardier Transportation übernommen. Bombardier übernahm im Jahr 2001 auch Adtranz, das ein Werk für Drehgestelle in Netphen bei Siegen unterhielt. Fortan wurden die Görlitz-VIII-Drehgestelle in Siegen hergestellt.
Die Deutsche Bahn bestellte über den ersten Auftrag hinaus weitere Doppelstockwagen mit Drehgestellen der Bauart Görlitz VIII, ab 1998 auch in einer Ausführung für 160 km/h. 1998 wurde auch der Prototyp der Baureihe 445 „Meridian“ gebaut, der die 140 km/h-Variante der Drehgestelle Görlitz VIII erhielt. Alle bis 2013 ausgelieferten Bombardier-Doppelstockwagen der Deutschen Bahn sowie die Doppelstockwagen der Metronom Eisenbahngesellschaft und daraus abgeleitete, exportierte Fahrzeuge wie die zwischen 2004 und 2005 ausgelieferten Doppelstockwagen an die luxemburgische Staatsbahn erhielten ebenfalls Drehgestelle dieser Bauart.

### Bauart Görlitz IX
Im Jahr 2004 führte Bombardier eine Marktanalyse durch, die ergab, dass Doppelstockwagen in Zukunft Geschwindigkeiten von 200 km/h erreichen und durch dafür notwendige Maßnahmen wie Druckertüchtigung die Radsatzlast auf 20 t steigen wird. Die Drehgestelle der Bauart Görlitz VIII ermöglichen jedoch nur Geschwindigkeiten von 160 km/h bei Radsatzlasten von 18 t. Daher entwickelte Bombardier in Siegen das Drehgestell Görlitz IX, ohne einen konkreten Kundenauftrag erhalten zu haben. Die Konstruktion beruht auf der weitverbreiteten Bauart Görlitz VIII, viele Komponenten sind abwärtskompatibel. Veränderungen wurden bei der Drehgestellanlenkung und den Bremszangen umgesetzt. Außerdem wurde aus Gründen der Kostenersparnis die Zahl der Einzelteile des Drehgestellrahmens verringert, sodass sich die Länge der Schweißnähte um 35 % reduziert. Im Vergleich zur Bauart Görlitz VIII entfallen die bisherigen vier Gussteile pro Rahmen. 2007 wurden sechs Prototypdrehgestelle gefertigt, zwei davon mit neuen, kompakteren Bremszangen. Mit vier Drehgestellen wurden durch DB Systemtechnik Fahrversuche durchgeführt, bei denen auf der Schnellfahrstrecke Hannover–Berlin zwischen Wolfsburg und Rathenow 230 km/h erreicht wurden. Ein Drehgestell wurde in Siegen auf einem mit Flachstellen versehenen Rollenprüfstand einem Dauerschwingversuch unterzogen. Im Juni 2008 wurde eine vorläufige Zulassung durch das Eisenbahn-Bundesamt erteilt, ab September 2008 wurden vier Drehgestelle im Betrieb bei DB Regio im Raum Dresden erprobt.
Die Drehgestelle der Bauart Görlitz IX werden in die Doppelstockwagen des Typs Bombardier Twindexx Vario eingebaut. Erster Kunde ist die Deutsche Bahn, die seit 2015 im Fernverkehr
Doppelstockzüge einsetzen. Diese Doppelstockwagen sind für eine Höchstgeschwindigkeit von 189 km/h ausgelegt, doch wurden sie vorerst nur für 160 km/h zugelassen.